# Зайфрид, Игнац Ксавер фон
Игнац Ксавер фон Зайфрид (нем. Ignaz Xaver Ritter von Seyfried; 15 августа 1776, Вена — 27 августа 1841, там же) — австрийский композитор и дирижёр. Брат драматурга Йозефа фон Зайфрида.

## Биография
Игнац Ксавер фон Зайфрид родился 15 августа 1776 года в городе Вене. Учился у Вольфганга Амадея Моцарта и Яна Кожелуха как пианист, у Иоганна Альбрехтсбергера как композитор.
Был помощником дирижёра в оперном театре Эмануэля Шиканедера, в 1797 году стал его музыкальным руководителем и оставался на этом посту до 1826 года. Зайфрид ассистировал при первой постановке «Волшебной флейты», позднее дирижировал премьерой оригинальной версии оперы Бетховена «Фиделио». К письму Зайфрида (написанному в 1840 году) восходит легенда о том, что Моцарт, умирая, воображал представление «Волшебной флейты» и пение своей свояченицы Йозефы Хофер в роли Царицы Ночи. Зайфрид оставил ряд мемуарных сообщений и о Бетховене — в частности, о том, что во время премьеры Третьего фортепианного концерта партия солиста была ещё в значительной степени не записана композитором (Зайфрид переворачивал солировавшему Бетховену ноты, многие страницы которых были полупусты или помечены, как он выражается, «совершенно недоступными мне египетскими иероглифами»). В 1832 году Зайфрид опубликовал «Этюды Людвига ван Бетховена по генерал-басу, контрапункту и композиции» (нем. Ludwig van Beethovens Studien im Generalbass, Contrapunkt und in der Compositionslehre), извлечённые из бетховенских рукописей; этот сборник неоднократно переиздавался в середине XIX века (под редакцией и с дополнениями Генри Хью Пирсона), однако Густав Ноттебом в 1872 году показал, что в значительной мере он является подделкой.
Зайфриду принадлежит целый ряд опер и оперетт, две симфонии, квартеты, концерты для фортепиано, духовные сочинения. Он также печатал статьи о музыке в венских газетах, а в 1817—1820 гг. возглавлял, вместе с братом, «Всеобщую музыкальную газету». Учениками Зайфрида были, в частности, Иоганн Штраус-отец, Франц фон Зуппе, Луи Шлёссер, Йозеф Фишхоф, Эдуард Маркссен и Генрих Вильгельм Эрнст.
Игнац Ксавер фон Зайфрид умер 27 августа 1841 года в родном городе.